# El tiempo entre costuras
El tiempo entre costuras és una sèrie dramàtica espanyola de televisió produïda per Bumerang TV per al canal Antena 3. Es tracta d'una adaptació de la novel·la homònima de María Dueñas.

## Argument
La història comença l'any 1934. Sira Quiroga (Adriana Ugarte) és una jove modista d'un barri castís de Madrid que ha treballat tota la seva vida amb la seva mare, Dolores (Elvira Mínguez), en el taller d'alta costura de Donya Manuela (Elena Irureta). Sira abandona Madrid mesos abans del cop d'estat de 1936 per a anar-se'n amb un home a qui a penes coneix, Ramiro Arribas (Rubén Cortada), però de qui s'ha enamorat amb bogeria, i pel qual abandona al seu promès, Ignacio (Raúl Arévalo), i deixa sola la seva mare. Junts viatgen al Marroc i s'instal·len a Tànger. Al principi de la seva estada a la ciutat tot marxa de meravella, però tot canvia quan Ramiro comença a distanciar-se d'ella i a balafiar els diners que Gonzalo (Carlos Olalla), el pare de Sira, va donar a la seva filla quan la va conèixer, poc abans que aquesta marxés d'Espanya, ja que Sira desconeixia al seu pare perquè la seva mare la va criar ella sola. La vida de Sira dona un gir inesperat per culpa de Ramiro i es veu obligada a traslladar-se a Tetuan (en aquells dies capital del Protectorat espanyol del Marroc) sola, embarassada i amb una sèrie de deutes que més tard li passaran factura. Allí, la política del protectorat i els deutes que té li impediran tornar a Espanya i es veurà retinguda al veïnatge de Candelaria "La matutera" (Mari Carmen Sánchez), qui aviat descobrirà la seva mà en la costura i l'ajudarà a muntar un selecte taller d'alta costura, costejat de manera tèrbola i il·legal. Gràcies a aquest taller, Sira coneixerà persones tan rellevants com Juan Luis Beigbeder Atienza (Tristán Ulloa), ministre d'Afers exteriors durant la primera etapa del franquisme, l'amant d'aquest, Rosalinda Fox (Hannah New), amb qui Sira entaularà una relació d'amistat, Ramón Serrano Suñer, cunyat de Franco o el cap de la intel·ligència britànica a Espanya durant la II Guerra Mundial, Alan Hug Hillgarth (Ben Temple). Aquestes personalitats empenyeran Sira cap a un inesperat compromís en el que les arts del seu ofici ocultaran una cosa molt més arriscada i es veurà embolicada en una situació a la vora de la il·legalitat.

## Ambientació
El tiempo entre costuras transcorre a principis del segle xx. La història comença a Espanya, durant la Segona República Espanyola. El 1936 la revolta militar provoca la Guerra Civil Espanyola, just després de la marxa de Sira a el Marroc, on va viure (en la ficció) el transcurs de la guerra fins a la seva fi l'any 1939, poc abans del començament de la II Guerra Mundial amb el nazisme en Alemanya, de la mà de Hitler, i del feixisme a Itàlia, de la mà de Mussolini, com a percussors, la qual duraria fins al 1945. Després de la guerra en Espanya, la situació era pèssima i la societat espanyola vivia en la penúria econòmica i amb moltes necessitats. Durant la postguerra, en Espanya també es va fer notar la presència de la II Guerra Mundial, perquè la Alemanya nazi va ocupar un lloc important en el Madrid de l'època, ja que Franco, declarat des de la fi de la guerra dictador d'Espanya, mantenia una relació d'amistat amb Alemanya. Encara que la història narra principalment la història de Sira, el rerefons del mateix compte l'ocorregut durant tots aquests anys, perquè aquesta situació marcarà, d'una forma o una altra, la destinació de Sira. Grans personatges que van marcar la història en aquella època formen part d' El tiempo entre costuras, com Juan Luis Beigbeder Atienza, Ramón Serrano Suñer, Rosalinda Fox o Alan Hillgarth.

## Pressupost
El pressupost d' El tiempo entre costuras supera el mig milió d'euros per capítol, molt superior al cost de qualsevol sèrie espanyola de televisió, al nivell dels pressupostos de produccions cinematogràfiques. La productora ho justifica per la gran feina que requereixen els escenaris i el vestuari de la novel·la.

## Escenaris

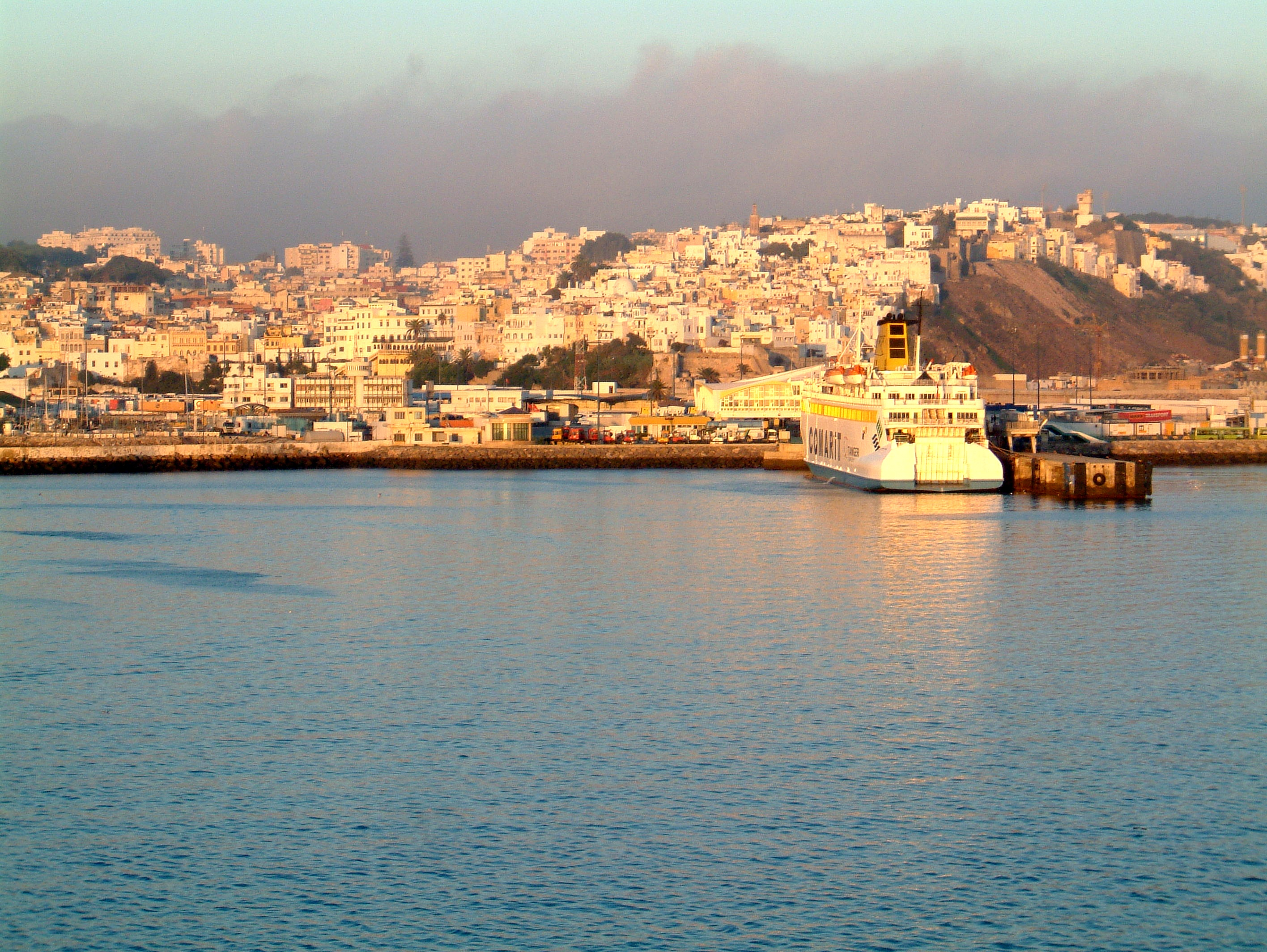
Part de la sèrie s'ha rodat a la ciutat marroquina de Tànger.

La sèrie s'ha rodat en diverses ciutats i localitzacions repartides en tres països diferents: Espanya, Marroc i Portugal. La novel·la original de María Dueñas transcorre a les ciutats de Madrid, Tànger, Tetuan i Lisboa. Aquests mateixos escenaris van ser els triats per a gravar també la majoria d'escenes en la sèrie, perquè una producció de tal rellevància com El tiempo entre costuras necessitava assemblar-se el màxim possible a la història, per la qual cosa no es va dur a terme el rodatge de la sèrie en cap plató. A més de Madrid, Tànger, Tetuan i Lisboa, també es va rodar a les ciutats de Guadalajara, Toledo, Estoril i Cascais, sent aquestes dues últimes de Portugal, molt pròximes a Lisboa. El fet de gravar en tants llocs diferents situats en diferents zones geogràfiques i diferents països va suposar un problema a l'hora de traslladar tot l'equip de la sèrie, perquè no era fàcil viatjar amb tot el material necessari per a l'enregistrament d'un lloc a un altre. Però, malgrat això, l'equip de la sèrie no va renunciar a gravar en tals llocs, perquè volien que la sèrie s'assemblés el màxim possible a la història original de la novel·la i a l'època en què aquesta transcorre.

## Repartiment

### Principals
- Adriana Ugarte com Sira Quiroga/Aris Agoriuq
- Peter Vives com Marcus Logan
- Hannah New com Rosalinda Fox
- Tristán Ulloa com Juan Luis Beigbeder
- Elvira Mínguez com Dolores Quiroga
- Filipe Duarte com Manuel Da Silva

### Secundaris
- Rubén Cortada com Ramiro Arribas
- Raúl Arévalo com Ignacio
- Mari Carmen Sánchez com Candelaria "La Matutera"
- Alba Flores com Jamila
- Carlos Santos com Félix Aranda
- Francesc Garrido com Claudio Vázquez
- João Lagarto com João
- Elena Irureta com Doña Manuela
- Pepa Rus com Paquita
- Carlos Olalla com Gonzalo Alvarado
- Ben Temple com Alan Hillgarth
- David Venancio Muro com Inspector Palomares
- Tessa Dóniga com Dora
- Valeria Racu com Martina

### Episòdics
- Jimmy Shaw com Peter Fox
- Ana Milán com Berta Sterling
- Enrique Arce com Andrés Cordero
- Aurora Maestre com Doña Encarna
- Nerea Barros com Beatriz Oliveira
- Andreas Prittwitz com Bernhardt
- Eleazar Ortiz com Serrano Suñer
- María Alfonsa Rosso com Benita
- Teresa Lozano com Sagrario
- Empar Ferrer com Herminia
- Álex Molero com Juanito
- Xosé Manuel Olveira com Don Anselmo
- Maggie Civantos com Maniate
- Ana del Rey com Pepa

## Banda sonora
A continuació, es mostren les pistes de la banda sonora en una llista desplegable. La música original és obra de César Benito.
| Núm. | Títol                                     | Durada |
| ---- | ----------------------------------------- | ------ |
| 1.   | «Tema de Sira»                            | 3:00   |
| 2.   | «Madrid, 1922»                            | 5:28   |
| 3.   | «Una máquina de escribir»                 | 0:55   |
| 4.   | «Sus pupilas clavadas en las mías»        | 4:40   |
| 5.   | «Mi madre y yo, dos extrañas»             | 3:17   |
| 6.   | «En Marruecos»                            | 4:02   |
| 7.   | «Al borde del abismo»                     | 4:03   |
| 8.   | «Candelaria «La Matutera»»                | 1:46   |
| 9.   | «Trapicheos y contrabando»                | 2:57   |
| 10.  | «L'Atelier»                               | 1:48   |
| 11.  | «Entre costuras»                          | 1:38   |
| 12.  | «La distinguida y elegante Rosalinda Fox» | 2:49   |
| 13.  | «El falso Delphos»                        | 1:20   |
| 14.  | «La sombra del Tercer Reich»              | 2:32   |
| 15.  | «Amor entre guerras»                      | 1:54   |
| 16.  | «Tensión en el Protectorado español»      | 2:39   |
| 17.  | «Agente Agoriuq»                          | 2:11   |
| 18.  | «Conspiración británica»                  | 2:06   |
| 19.  | «Nas ruas de Lisboa»                      | 2:49   |
| 20.  | «Misión: Escapar»                         | 5:34   |
| 21.  | «Modista, espía, amante y mujer»          | 2:02   |
| 22.  | «La muerte en cada esquina»               | 1:29   |
| 23.  | «Los ecos de la guerra»                   | 2:38   |
| 24.  | «Lección de vida»                         | 4:01   |
| 25.  | «Final abierto (Tema de Sira)»            | 2:14   |

## Recepció
La crítica ha valorat molt positivament aquesta sèrie obtenint una qualificació de 8.5 sobre 10 a IMDb i una puntuació de 7.2 sobre 10 al portal de cinema FilmAffinity.

## Episodis i audiències
| Temp. | Temp. | Capítols | Estrena              | Final               | Audiència mitjana | Audiència mitjana | Audiència mitjana |
| Temp. | Temp. | Capítols | Estrena              | Final               | Espectadors       | Quota             |                   |
| ----- | ----- | -------- | -------------------- | ------------------- | ----------------- | ----------------- | ----------------- |
|       | 1     | 11       | 21 d'octubre de 2013 | 20 de gener de 2014 | 4.910.000         | 25,5%             |                   |

### Temporada 1 (2013-2014)
| N.º (sèrie) | N.º (temp.) | Títol                                 | Director(es)                         | Guionista(s)                    | Data d'emissió         | Audiència         |
| ----------- | ----------- | ------------------------------------- | ------------------------------------ | ------------------------------- | ---------------------- | ----------------- |
| 1           | 1           | «Amor y otras verdades»               | Iñaki Mercero                        | Susana López y Carlos Montero   | 21 d'octubre de 2013   | 5 018 000 (25,5%) |
| 2           | 2editor     | «El camino más difícil»               | Iñaki Mercero                        | Susana López i Carlos Montero   | 28 d'octubre de 2013   | 5 103 000 (26,9%) |
| 3           | 3           | «La felicidad de unos cuantos»        | Iñaki Mercero                        | Susana López i Carlos Montero   | 4 de novembre de 2013  | 5 093 000 (26,2%) |
| 4           | 4           | «Escrito en las estrellas»            | Iñaki Peñafiel                       | Susana López i Alberto Grondona | 11 de novembre de 2013 | 4 803 000 (24,6%) |
| 5           | 5           | «El sol siempre vuelve a salir»       | Iñaki Peñafiel                       | Susana López i Alberto Grondona | 18 de novembre de 2013 | 4 688 000 (24,7%) |
| 6           | 6           | «Espionaje»                           | Iñaki Peñafiel                       | Susana López i Alberto Grondona | 25 de novembre de 2013 | 4 733 000 (25,4%) |
| 7           | 7           | «Un refugio en mitad de la tormenta»  | Norberto López Amado                 | Susana López i Alberto Grondona | 2 de desembre de 2013  | 4 455 000 (23,3%) |
| 8           | 8           | «El resto de nuestros días»           | Norberto López Amado                 | Susana López i Alberto Grondona | 9 de desembre de 2013  | 4 687 000 (24,3%) |
| 9           | 9           | «Los fantasmas del pasado»            | Iñaki Mercero                        | Susana López i Alberto Grondona | 16 de desembre de 2013 | 4 877 000 (26,5%) |
| 10          | 10          | «Los cuentos que no saben qué contar» | Iñaki Mercero                        | Susana López i Alberto Grondona | 13 de gener de 2014    | 5 014 000 (25,2%) |
| 11          | 11          | «Regreso al ayer»                     | Norberto López Amado y Iñaki Mercero | Susana López i Alberto Grondona | 20 de gener de 2014    | 5 536 000 (27,8%) |

### Más de El tiempo entre costuras
| N.º (serie) | N.º (temp.) | Títol          | Data d'emissió         | Audiència         |
| ----------- | ----------- | -------------- | ---------------------- | ----------------- |
| 1           | 1           | «Episodi I»    | 21 d'octubre de 2013   | 2 085 000 (17,0%) |
| 2           | 1           | «Episodi II»   | 28 d'octubre de 2013   | 1 526 000 (14,6%) |
| 3           | 1           | «Episodi III»  | 4 de novembre de 2013  | 2 104 000 (18,6%) |
| 4           | 1           | «Episodi IV»   | 11 de novembre de 2013 | 2 030 000 (17,8%) |
| 5           | 1           | «Episodi V»    | 18 de novembre de 2013 | 1 703 000 (15,2%) |
| 6           | 1           | «Episodi VI»   | 25 de novembre de 2013 | 1 838 000 (19,5%) |
| 7           | 1           | «Episodi VII»  | 2 de desembre de 2013  | 1 517 000 (16,0%) |
| 8           | 1           | «Episodi VIII» | 9 de desembre de 2013  | 1 905 000 (18,1%) |
| 9           | 1           | «Episodi IX»   | 16 de desembre de 2013 | 1 989 000 (22,1%) |
| 10          | 1           | «Episodi X»    | 13 de gener de 2014    | 1 618 000 (14,4%) |

### Especials
| N.º (serie) | N.º (temp.) | Títol                               | Data d'emissió      | Audiència         |
| ----------- | ----------- | ----------------------------------- | ------------------- | ----------------- |
| 1           | 1           | «Especial El tiempo entre costuras» | 6 de gener de 2014  | 959 000 (13,2%)   |
| 2           | 1           | «Siete días entre costuras»         | 20 de gener de 2014 | 1 274 000 (18,4%) |

### Versió ampliada (2015)
Versió ampliada de la sèrie amb seqüències inèdites que es va estrenar el dilluns 20 de juliol de 2015 en el canal Atresmedia Nova (canal de televisió) encara que la seva emissió estigués prevista en un primer moment per a Antena 3
| N.º (serie) | N.º (temp.) | Títol                                 | Director(s)                          | Data d'emissió         | Audiència      |
| ----------- | ----------- | ------------------------------------- | ------------------------------------ | ---------------------- | -------------- |
| 1           | 1           | «Amor y otras verdades»               | Iñaki Mercero                        | 20 de juliol de 2015   | 313 000 (2,2%) |
| 2           | 2           | «El camino más difícil»               | Iñaki Mercero                        | 27 de juliol de 2015   | 333 000 (2,4%) |
| 3           | 3           | «La felicidad de unos cuantos»        | Iñaki Mercero                        | 3 d'agost de 2013      | 342 000 (2,7%) |
| 4           | 4           | «Escrito en las estrellas»            | Iñaki Peñafiel                       | 10 d'agost de 2015     | 260 000 (2,0%) |
| 5           | 5           | «El sol siempre vuelve a salir»       | Iñaki Peñafiel                       | 17 d'agost de 2015     | 207 000 (1,4%) |
| 6           | 6           | «Espionaje»                           | Iñaki Peñafiel                       | 24 d'agost de 2015     | 315 000 (2,4%) |
| 7           | 7           | «Un refugio en mitad de la tormenta»  | Norberto López Amado                 | 31 d'agost de 2015     | 264 000 (1,8%) |
| 8           | 8           | «El resto de nuestros días»           | Norberto López Amado                 | 7 de setembre de 2015  | 178 000 (1,1%) |
| 9           | 9           | «Los fantasmas del pasado»            | Iñaki Mercero                        | 14 de setembre de 2015 | 166 000 (1,4%) |
| 10          | 10          | «Los cuentos que no saben qué contar» | Iñaki Mercero                        | 14 de setembre de 2015 | 243 000 (2,1%) |
| 11          | 11          | «Regreso al ayer»                     | Norberto López Amado & Iñaki Mercero | 21 de setembre de 2015 | 194 000 (1,3%) |

## Premis y nominacions
Fotogramas de Plata
| Año  | Categoría                  | Premiado       | Resultado  |
| ---- | -------------------------- | -------------- | ---------- |
| 2013 | Millor actriu de televisió | Adriana Ugarte | Guanyadora |

Premis Ondas
| Any  | Categoria                                    | Premiat        | Resultat   |
| ---- | -------------------------------------------- | -------------- | ---------- |
| 2014 | Millor intèrpret femenina en ficció nacional | Adriana Ugarte | Guanyadora |

Premis Iris
| Any  | Categoria                                    | Premiat                                                            | Resultat   |
| ---- | -------------------------------------------- | ------------------------------------------------------------------ | ---------- |
| 2014 | Millor ficció                                | Millor ficció                                                      | Guanyador  |
| 2014 | Millor direcció                              |                                                                    | Guanyador  |
| 2014 | Millor actriu                                | Adriana Ugarte                                                     | Guanyadora |
| 2014 | Millor actor                                 | Peter Vives                                                        | Nominat    |
| 2014 | Millor director de fotografia i il·luminació | Juan Molina Temboury                                               | Guanyador  |
| 2014 | Millor director artístic i escenografia      | Luis Vallés i Bina Daigeler                                        | Guanyador  |
| 2014 | Millor producció                             | Gregorio Quintana, Emilio Pina, Ángeles Caballero i Reyes Baltanás | Guanyador  |
| 2014 | Millor música prt televisió                  | César Benito                                                       | Guanyador  |

Premis de la Unión de Actores
| Any  | Categoria                                | Premiat        | Resultat   |
| ---- | ---------------------------------------- | -------------- | ---------- |
| 2014 | Millor actriu protagonista de televisió  | Adriana Ugarte | Guanyadora |
| 2014 | Millor actor de repartiment de televisió | Tristán Ulloa  | Guanyador  |
| 2014 | Millor actriu secundària de televisió    | Elvira Mínguez | Guanyadora |
| 2014 | Millor actor secundari de televisió      | Carlos Santos  | Guanyador  |

Premis Zapping
| Any  | Categoria     | Premiat        | Resultat  |
| ---- | ------------- | -------------- | --------- |
| 2013 | Millor actor  | Tristán ulloa  | Guanyador |
| 2013 | Millor actor  | Peter Vives    | Nominat   |
| 2013 | Millor actriu | Adriana Ugarte | Nominada  |

Festival de Televisió i Ràdio de Vitòria
| Any  | Categoria            | Resultat   |
| ---- | -------------------- | ---------- |
| 2014 | Premio Millor ficció | Guanyadora |